# Dimmitt
Dimmitt är en stad i den amerikanska delstaten Texas med en yta av 5,4 km² och en folkmängd som uppgår till 4 375 invånare (2000). Dimmitt är administrativ huvudort i Castro County. Dimmitt är beläget längs det gamla vägsystemet Ozark Trail som förband Saint Louis med El Paso innan det ersattes med det numera nedlagda Route 66 år 1927.

## Kända personer från Dimmitt
- Kent Hance, politiker